# Magnús Bergs
Pour les articles homonymes, voir Bergs.
Magnús Bergs, né le 27 août 1956 à Reykjavik, est un footballeur international islandais actif principalement durant les années 1970 et 1980. Il joue au poste de milieu de terrain.

## Carrière en club
Magnús Bergs fait ses débuts dans l'équipe première du Valur Reykjavik en 1974, à l'âge de 18 ans. À l'époque, le football n'est pas encore un sport professionnel en Islande et Magnús Bergs mène en parallèle des études d'ingénieur civil à l'Université d'Islande, qu'il termine en 1980. Cela ne l'empêche pas d'être un joueur de bon niveau, titulaire dans son équipe qui remporte trois titres de champion d'Islande et trois fois la Coupe d'Islande en six ans, réalisant notamment le doublé en 1976. Il prend ainsi part à quatre campagnes européennes, deux en Coupe des clubs champions et deux en Coupe des vainqueurs de coupe, sans jamais parvenir à dépasser le premier tour.
L'année 1980 est une année importante pour Magnús Bergs. Il est sélectionné pour la première fois en équipe nationale, il termine ses études, se marie et après avoir remporté le championnat, il part pour le Borussia Dortmund, un des principaux clubs allemands, où il devient professionnel.
En Allemagne, il joue finalement assez peu, se contentant de deux matches en équipe première lors de la saison 1980-1981 et aucun la saison suivante. Il part ensuite pour le KSK Tongres, un club de première division belge mais l'équipe termine en position de relégable en fin de saison et le joueur part alors au Racing de Santander, en deuxième division espagnole. Il n'y reste également qu'un an avant de retourner en Bundesliga, à l'Eintracht Brunswick. À nouveau, son équipe est reléguée en fin de saison et Magnús Bergs décide alors de mettre un terme à sa carrière professionnelle et de rentrer en Islande. Il sort de sa retraite en 1988 pour jouer avec le Þróttur Reykjavik et effectue une dernière pige à l'Ungmennafélagið Stjarnan en 1990 avant de ranger définitivement ses crampons.

### Statistiques
| Saison                | Club                     | Championnat           | Championnat | Championnat | Coupe(s) nationale(s) | Coupe(s) nationale(s) | Compétition(s) continentale(s) | Compétition(s) continentale(s) | Compétition(s) continentale(s) | Total | Total |
| Saison                | Club                     | Division              | M.          | B.          | M.                    | B.                    | Comp.                          | M.                             | B.                             | M.    | B.    |
| 1974                  | Valur Reykjavik          | Úrvalsdeild           | -           | -           | -                     | -                     | -                              | 0                              | 0                              | 0     | 0     |
| 1975                  | Valur Reykjavik          | Úrvalsdeild           | -           | -           | -                     | -                     | C2                             | 2                              | 0                              | 2     | 0     |
| 1976                  | Valur Reykjavik          | Úrvalsdeild           | -           | -           | -                     | -                     | -                              | 0                              | 0                              | 0     | 0     |
| 1977                  | Valur Reykjavik          | Úrvalsdeild           | -           | -           | -                     | -                     | C1                             | 2                              | 1                              | 2     | 1     |
| 1978                  | Valur Reykjavik          | Úrvalsdeild           | -           | -           | -                     | -                     | C2                             | 0                              | 0                              | 0     | 0     |
| 1979                  | Valur Reykjavik          | Úrvalsdeild           | -           | -           | -                     | -                     | C1                             | 2                              | 0                              | 2     | 0     |
| 1980                  | Valur Reykjavik          | Úrvalsdeild           | -           | -           | -                     | -                     | -                              | 0                              | 0                              | 0     | 0     |
| 1980-1981             | Borussia Dortmund        | Bundesliga            | 2           | 0           | 0                     | 0                     | -                              | 0                              | 0                              | 2     | 0     |
| 1981-1982             | Borussia Dortmund        | Bundesliga            | 0           | 0           | 0                     | 0                     | -                              | 0                              | 0                              | 0     | 0     |
| 1982-1983             | KSK Tongres              | Division 1            | -           | -           | -                     | -                     | -                              | 0                              | 0                              | 0     | 0     |
| 1983-1984             | Racing de Santander      | Division 2            | 19          | 4           | -                     | -                     | -                              | 0                              | 0                              | 19    | 4     |
| 1984-1985             | Eintracht Brunswick      | Bundesliga            | 6           | 0           | 1                     | 0                     | -                              | 0                              | 0                              | 7     | 0     |
| 1988                  | Þróttur Reykjavik        | 2. Deild              | -           | -           | -                     | -                     | -                              | 0                              | 0                              | 0     | 0     |
| 1990                  | Ungmennafélagið Stjarnan | Úrvalsdeild           | -           | -           | -                     | -                     | -                              | 0                              | 0                              | 0     | 0     |
| Total sur la carrière | Total sur la carrière    | Total sur la carrière | 27          | 4           | 1                     | 0                     | -                              | 8                              | 1                              | 36    | 5     |

### Palmarès
- 3 fois champion d'Islande en 1976, 1978 et 1980 avec le Valur Reykjavik.
- 3 fois vainqueur de la Coupe d'Islande en 1974, 1976 et 1977 avec le Valur Reykjavik.

## Carrière en équipe nationale
Magnús Bergs est appelé à seize reprises en équipe nationale islandaise, entre 1980 et 1985. Il dispute son premier match le 25 juin 1980 contre la Finlande, qui se solde sur un match nul 1-1. Son dernier match international a lieu dans le cadre des éliminatoires de la Coupe du monde 1986 contre l'Espagne, le 12 juin 1985, qui vient s'imposer 1-2 à Reykjavik. Au cours de ses seize matches, il inscrit deux buts.
Le tableau ci-dessous reprend toutes les sélections de Magnús Bergs. Le score de l'Islande est toujours indiqué en gras.
| Date       | Compétition                                  | Adversaire       | Lieu       | Score | Remarque                      |
| ---------- | -------------------------------------------- | ---------------- | ---------- | ----- | ----------------------------- |
| 25/06/1980 | Match amical                                 | Finlande         | Reykjavik  | 1-1   | 46e                           |
| 30/06/1980 | Match amical                                 | Îles Féroé       | Akureyri   | 2-1   | Match non-reconnu par la FIFA |
| 14/07/1980 | Match amical                                 | Norvège          | Oslo       | 3-1   |                               |
| 03/09/1980 | Éliminatoires Coupe du monde 1982 (Groupe 3) | Union soviétique | Reykjavik  | 1-2   |                               |
| 27/05/1981 | Éliminatoires Coupe du monde 1982 (Groupe 3) | Tchécoslovaquie  | Bratislava | 6-1   | 53e (2-1)                     |
| 22/08/1981 | Match amical                                 | Nigeria          | Reykjavik  | 3-0   |                               |
| 26/08/1981 | Match amical                                 | Danemark         | Copenhague | 3-0   |                               |
| 09/09/1981 | Éliminatoires Coupe du monde 1982 (Groupe 3) | Turquie          | Reykjavik  | 2-0   |                               |
| 23/09/1981 | Éliminatoires Coupe du monde 1982 (Groupe 3) | Tchécoslovaquie  | Reykjavik  | 1-1   | 66e                           |
| 14/10/1981 | Éliminatoires Coupe du monde 1982 (Groupe 3) | Pays de Galles   | Swansea    | 2-2   |                               |
| 12/09/1984 | Éliminatoires Coupe du monde 1986 (Groupe 7) | Pays de Galles   | Reykjavik  | 1-0   | 52e (1-0)                     |
| 17/10/1984 | Éliminatoires Coupe du monde 1986 (Groupe 7) | Écosse           | Glasgow    | 3-0   |                               |
| 14/11/1984 | Éliminatoires Coupe du monde 1986 (Groupe 7) | Pays de Galles   | Cardiff    | 2-1   |                               |
| 24/04/1985 | Match amical                                 | Luxembourg       | Ettelbruck | 0-0   |                               |
| 28/05/1985 | Éliminatoires Coupe du monde 1986 (Groupe 7) | Écosse           | Reykjavik  | 0-1   |                               |
| 12/06/1985 | Éliminatoires Coupe du monde 1986 (Groupe 7) | Espagne          | Reykjavik  | 1-2   |                               |